# Eloi Ferreira
Eloi Ferreira Araújo (Itaperuna, 15 de junho de 1959) é um zootecnista e advogado brasileiro. Foi ministro-chefe da Secretaria Especial de Políticas de Promoção da Igualdade Racial (SEPPIR/PR) no Governo Lula.

## Biografia
Ingressou na Universidade Federal Rural do Rio de Janeiro (UFRRJ) em 1975, no curso de zootecnia. Após se graduar, exerceu a profissão durante a década de 1980.
Em Petrópolis, para onde sua família mudou-se na década de 1960, formou-se torneiro mecânico no Serviço Nacional de Aprendizagem Industrial (SENAI). Nesta época, iniciou sua militância política com a fundação do Partido dos Trabalhadores (PT), em 1981. Ano em que se filiou ao Partido Comunista do Brasil (PCdoB), ainda na clandestinidade, até 1993. Em 1994 retornou ao PT.
Em 1987 mudou para Brasília, onde chefiaria o gabinete do deputado federal Edmílson Valentim.
Em 1989, após retornar ao Rio de Janeiro, chefiou o gabinete do então vereador Édson Santos na Câmara Municipal do Rio de Janeiro, onde permaneceu por cinco mandatos sucessivos. Além disso, coordenou as campanhas de reeleição a vereador, eleição para deputado federal e a candidatura ao Senado.
Na década de 1990, formou-se em direito. Em 2002 concluiu o mestrado em Engenharia de transportes pela Coordenação dos Programas de Pós Graduação em Engenharia da Universidade Federal do Rio de Janeiro (COPPE/UFRJ).
Em 2008 assumiu a Secretaria-Adjunta da SEPPIR/PR, a convite do então ministro Édson Santos. Em 2010, com a saída do ministro para candidatura nas eleições, assumiu o cargo até o final do mandato do presidente Lula.
Em 3 de março de 2011, já no governo de Dilma Roussef assumiu a Presidência da Fundação Cultural Palmares, vinculada ao Ministério da Cultura.